# Désinfection chimique du sol
La désinfection chimique du sol est une opération agricole. Elle consiste en un traitement fongicide ou insecticide destiné à « assainir » une parcelle avant sa mise en culture. 

## Maraîchage
Pour les cultures légumières, les animaux nuisibles sont des nématodes. Les dégâts les plus importants sont causés dans les serres où ils trouvent un microclimat favorable : humidité et températures chaudes. L'usage d'insecticides parvient à en venir à bout, mais les molécules les plus efficaces sont aussi les moins écologiques. Face à un risque d'interdiction, la recherche de nouvelles solutions est nécessaire. Un mode de lutte biologique à l'étude consiste à cultiver des plantes toxiques contre les nématodes entre deux cultures de rapport. Dans une étude de 2021, il était montré l'efficacité de l'extrait d'ail afin de protéger les racines de tomates du nématode Meloidogyne incognita.